# Khaneqah Bar
Khaneqah Bar (en persa: خانقاه بر‎, también romanizado como Khāneqāh Bar; también conocido como Chamūsh Maḩalleh y Khāneqāh)  es una aldea ubicada en el distrito rural de Howmeh, en el distrito central del condado de Masal, Provincia de Guilán, Irán. En el censo de 2006, su población era de 690 habitantes, con 183 familias.